# Annie Lenk

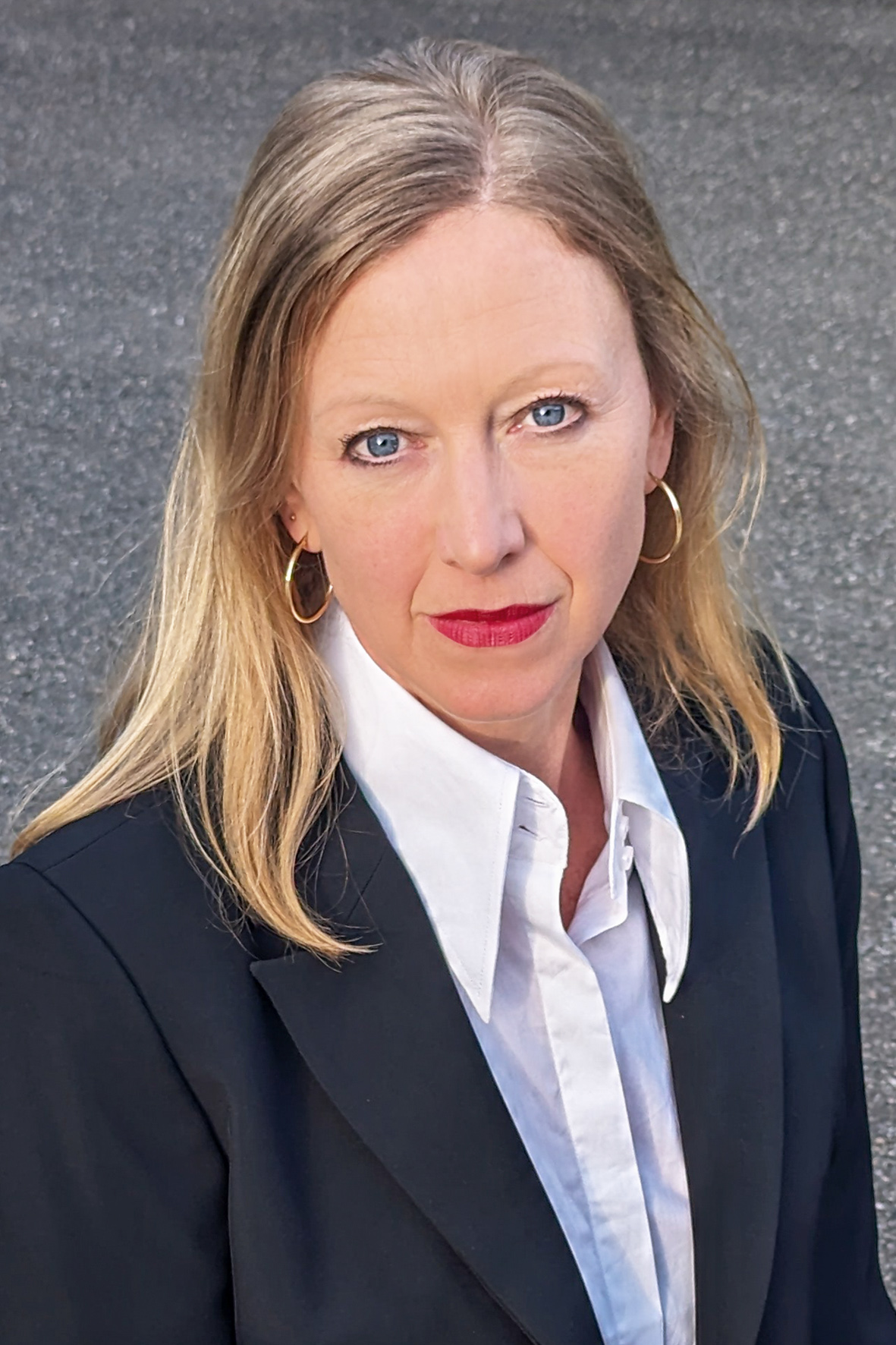
Annie Lenk (2024)

Annie Lenk (* 29. Juni 1976 in Konstanz) ist eine deutsche Kostümbildnerin.

## Leben und Wirken
Annie Lenk absolvierte eine Ausbildung zur Herrenschneiderin am württembergischen Staatstheater Stuttgart. Danach studierte sie von 2001 bis 2005 Kostümgestaltung an der Hochschule für Bildende Künste Dresden. Sie war von 2005 bis 2007 Kostümassistentin am Deutschen Schauspielhaus in Hamburg. Seit 2008 arbeitet sie freiberuflich als Kostümbildnerin und Stylistin unter anderem am Staatstheater Karlsruhe, am Deutschen Schauspielhaus Hamburg, dem Hessischen Landestheater Marburg, dem Theater Kiel, am Alten Schauspielhaus Stuttgart, dem Staatstheater Braunschweig, dem Schauspielhaus Bochum, am Theater Baden-Baden und dem Theater Konstanz.
Eine jahrelange Zusammenarbeit verbindet sie mit der Regisseurin und Schauspielerin Crescentia Dünßer und dem Regisseur Otto Kukla. Am Bodensee hat sie im Jahre 2021 mit Claudia Brier das Open-Air-Theaterprojekt Butterfahrt nach Bodman ins Leben gerufen. Seit 2023 führt Annie Lenk für die Gemeinde Bodman-Ludwigshafen auch Kunstführungen durch.
Annie Lenk ist die Tochter des Bildhauers Peter Lenk, die Bildhauerin Miriam Lenk ist ihre Schwester. Sie lebt seit 2014 mit ihrer Familie in Bodman-Ludwigshafen am Bodensee.